# Pati Yang
Pati Yang (Patti Yang, właśc. Patrycja Hilton, z domu Grzymałkiewicz, ur. 26 marca 1980 we Wrocławiu) – polska piosenkarka.

## Życiorys
Pierwsze osiem lat życia spędziła w trasach koncertowych – razem z matką Honoratą i jej ówczesnym partnerem Janem Borysewiczem, liderem zespołu Lady Pank.
W 1998 nagrała i wydała swoją debiutancką płytę Jaszczurka, za którą zdobyła nominacje do Fryderyków 1998 w kategoriach „Fonograficzny debiut” oraz „Album roku – pop”. Przez kolejne dwa lata prowadziła audycję autorską w Radiostacji.
Następnie przeprowadziła się do Londynu, gdzie wspólnie z mężem Stephenem Hiltonem założyła projekt Children.
Współpracowała również z Davidem Holmesem, z którym współtworzyła muzykę do wielu filmów np. Buffallo Soldiers, Co z oczu, to z serca, Ocean’s Eleven: Ryzykowna gra, Ocean’s Twelve: Dogrywka. Efektem ich współpracy był także projekt The Free Association, który w 2003 roku wydał ścieżkę dźwiękową do Code 46 (współpraca z Martiną Topley-Bird).
Szerszej publiczności dała się poznać również ze współpracy z Davidem Arnoldem przy okazji pracy nad ścieżką dźwiękową do jednego z filmów o przygodach Agenta 007 – Jutro nie umiera nigdy.
W 2005 powróciła z solowym projektem Silent Treatment. Płyta powstała w londyńskich Air Studios należących do George’a Martina, gdzie nagrywali tacy artyści jak Madonna czy Elton John. Album uzyskał nominację do nagrody polskiego przemysłu fonograficznego Fryderyk 2005 w kategorii „Muzyka rozrywkowa: Album roku – pop”.
W czerwcu 2006 w Warszawie zagrała jako support przed koncertem Depeche Mode. W 2008 pojawiła się gościnnie na albumie The Unrest Cure gitarzysty Leo Abrahamsa (zaśpiewała w utworze „Banks of Kyoto”).
27 marca 2009 wydała album pt. Faith, Hope + Fury, który promowała singlem „Stories from Dogland”. W tym samym roku zagrała piosenkarkę i bizneswoman Pati Yang w serialu Londyńczycy, w którym dodatkowo wykonała piosenkę „Timebomb”. Za płytę pt. Faith, Hope + Fury uzyskała nominację do Fryderyków 2010 w kategorii „Muzyka rozrywkowa: Album roku – muzyka alternatywna”.
W połowie 2010 wydała singiel „Tonight” pod pseudonimem Nikita. W maju 2011 wydała czwarty album solowy pt. Wires and Sparks, który promowała singlem „Near to God”.
22 listopada 2019 ukazała się płyta War On Love podpisana jako projekt zespołu Patti Yang Group.
W 2012 roku zamieszkała w jednym z pustynnych obszarów Kalifornii. Zajęła się rzeźbą i tworzeniem instalacji dźwiękowych.

## Dyskografia

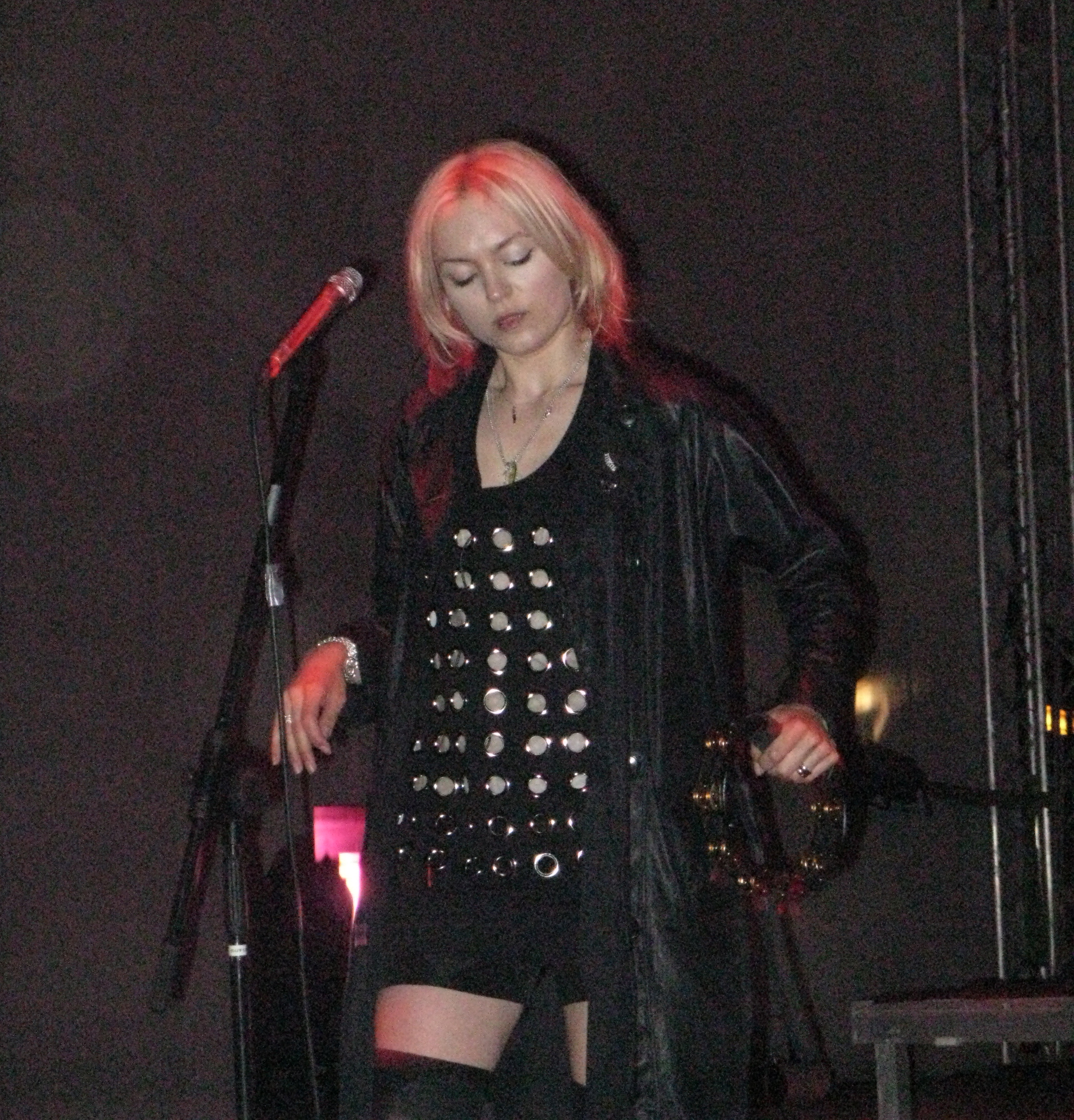
Pati Yang na koncercie FlyKKiller

### Solowa
Albumy studyjne (długogrające) i single
| Tytuł albumu                   | Data wydania        | Single                                      | Single |
| Tytuł albumu                   | Data wydania        | Tytuł                                       | Data wydania |
| ------------------------------ | ------------------- | ------------------------------------------- | --- |
| Jaszczurka                     | październik 1998    | „Jaszczurka”                                | 1998 |
| Jaszczurka                     | październik 1998    | „Underlegend”                               | 1998 |
| Silent Treatment               | 1 października 2005 | „All That Is Thirst”                        | 29 sierpnia 2005 |
| Silent Treatment               | 1 października 2005 | „Reverse the Day”                           | 2006 |
| Faith, Hope + Fury             | 27 marca 2009       | „Stories from Dogland”                      | marzec 2009 |
| Faith, Hope + Fury             | 27 marca 2009       | „Timebomb”                                  | styczeń 2010 |
| –                              | –                   | „Tonight” (wydany pod pseudonimem „Nikita”) | wrzesień 2010 |
| Wires and Sparks               | 17 maja 2011        | „Near to God”                               | kwiecień 2011 |
| Wires and Sparks               | 17 maja 2011        | „Take a While”                              | 2011 |
| War On Love (Patti Yang Group) | 22 listopada 2019   | „I'm Ready”                                 | - luty 2013 (do pobrania za darmo w serwisie SoundCloud) - lipiec 2015 (do pobrania za darmo w serwisie SoundCloud) ostatecznie utwór nie trafił na album War On Love |
| War On Love (Patti Yang Group) | 22 listopada 2019   | „Anonymous Face”                            | 21 września 2015 w iTunes (digital single) ostatecznie utwór nie trafił na album War On Love                                                                          |
| War On Love (Patti Yang Group) | 22 listopada 2019   | „Invisible Tears”                           | 11 grudnia 2015 w iTunes (digital single) ostatecznie utwór nie trafił na album War On Love                                                                           |
| War On Love (Patti Yang Group) | 22 listopada 2019   | „Black Box”                                 | 17 lutego 2016 w iTunes (digital single) ostatecznie utwór nie trafił na album War On Love                                                                            |
| War On Love (Patti Yang Group) | 22 listopada 2019   | „Sounds of Freedom”                         | 18 listopada 2019 w iTunes (digital single) |
| War On Love (Patti Yang Group) | 22 listopada 2019   | „Falling”                                   | 22 listopada 2019 w iTunes (digital single) |

EP-ki
- Wires and Sparks, (2012)[11]
- Hold Your Horses, (2012)[11]

Tzw. nielegale
- Unrealesed Songs (dostępny jedynie w Internecie)

Inne single
- High Heels – Justyna Steczkowska feat. Pati Yang (maj 2015), z wydanego 25 listopada 2014 albumu Anima
- Wounded Healer – Heart & Soul feat. Pati Yang (luty 2017), z wydanego 22 kwietnia 2016[19] albumu Missing Link

### Inne projekty
- 2cresky – śpiew w utworze „Plastic Bag” na albumie Major System Error (2000)
- Children – album Tune to Unknown (2003)
- The Free Association – album Code 46 (2004, ścieżka dźwiękowa do filmu Code 46)
- Leo Abrahams – śpiew w utworze „Banks of Kyoto” na albumie The Unrest Cure (2008)
- Trevor Loveys feat. Pati Yang – EP The One (wyd. Cheap Thrills, czerwiec 2011)[20]
- Justyna Steczkowska – śpiew w utworze „High Heels” na albumie Anima (2015)
- Natalia Nykiel – remiks utworu „Bądź duży” („Bądź duży – Patti Yang Group Remix”) na albumie Lupus Electro [Remixes EP] (czerwiec 2015, dostępny tylko w wersji cyfrowej)[21]

### Kompilacje (różni wykonawcy)
- Pozytywne Wibracje vol. 2 (1999)
- Sampler vol. 6 (1999)
- Polska młodzież śpiewa klasyków (Machina, 1999)
- Egoiści (2001)
- Piotr Kaczkowski poleca: Minimax pl (2003)
- Marek Niedźwiecki i Agnieszka Szydłowska prezentują: Chillout Cafe  (2004)
- Friendly Beats (2006)
- 25 lat Listy Przebojów Trójki 1982–2006 (2007)
- Cafe Night & Day (2013)

## Wideografia

### Solowa (teledyski)
- Jaszczurka (1998)
- All That Is Thirst (2005; klip zrealizowała Marta Pruska[22][23])
- Stories from Dogland (2009; klip zrealizowała Pati Yang[24])
- Timebomb
- Near to God (2011)
- Hold Your Horses (2012)
- High Heels – Justyna Steczkowska feat. Pati Yang (2015)
- Anonymous Face (1-2 kwietnia 2016[25][26]; klip zrealizowany przez Patti Yang Group[27][26])
- Wounded Healer – Heart & Soul feat. Patti Yang (luty 2017)
- Falling – Patti Yang Group (listopad 2019)

## Nagrody i nominacje
| Rok  | Nagroda                   | Kategoria                                           | Co/kto                                                | Rezultat  |
| ---- | ------------------------- | --------------------------------------------------- | ----------------------------------------------------- | --------- |
| 1998 | Nagroda Muzyczna Fryderyk | Fonograficzny debiut                                | Pati Yang                                             | nominacja |
| 1998 | Nagroda Muzyczna Fryderyk | Album roku – pop                                    | album Jaszczurka                                      | nominacja |
| 2005 | Nagroda Muzyczna Fryderyk | Muzyka rozrywkowa: Album roku – pop                 | album Silent Treatment                                | nominacja |
| 2005 | Yach Film                 | Plastyczna aranżacja przestrzeni                    | Marta Pruska za teledysk All That Is Thirst           | wygrana   |
| 2005 | Yach Film                 | Kreacja aktorska wykonawcy utworu muzycznego        | Pati Yang za kreację w teledysku All That Is Thirst   | nominacja |
| 2006 | Superjedynki              | Płyta alternatywna                                  | album Silent Treatment                                | nominacja |
| 2009 | Yach Film                 | Kreacja aktorska                                    | Pati Yang za kreację w teledysku Stories from Dogland | nominacja |
| 2010 | Nagroda Muzyczna Fryderyk | Muzyka rozrywkowa: Album roku – muzyka alternatywna | album Faith, Hope + Fury                              | nominacja |
| 2011 | OGAE Video Contest 2011   | reprezentant Polski                                 | teledysk Near to God                                  | nominacja |